# Perruche à croupion bleu
Psittinus cyanurus
Espèce
Statut de conservation UICN

 NT  : Quasi menacé
Statut CITES
La Perruche à croupion bleu (Psittinus cyanurus) est une espèce d'oiseaux de la famille des Psittaculidae, natif d'Insulinde.

## Description
Cet oiseau mesure environ 18 cm de long pour une masse de 85 g. Son plumage est essentiellement vert mais les plumes et le duvet sont bordés de jaune. Les pattes sont gris clair et les iris jaunes.
Cette espèce présente un net dimorphisme sexuel :
- le mâle a la tête et le croupion bleu violacé, la poitrine avec des reflets bleuâtres et le bec noir et rouge ;
- la femelle a la tête et le croupion gris brun, la poitrine verte, le ventre avec des reflets jaunâtres et le bec entièrement noir.

Les jeunes ressemblent aux femelles à l'exception de la tête verte et des iris brunâtres.

## Habitat
Cet oiseau vit à basse altitude dans les forêts sempervirentes sèches, les mangroves, les forêts secondaires au voisinage de cultures ou dans les pâturages avec de grands ficus solitaires.

## Répartition et sous-espèces
D'après la classification de référence (version 14.2, 2024) du Congrès ornithologique international, cette espèce est constituée des trois sous-espèces suivantes (ordre phylogénique) :
- P. c. cyanurus (Forster, 1795) — péninsule Malaise, Sumatra et Bornéo ;
- P. c. pontius Oberholser, 1912 — îles Mentawaï d'aspect plus robuste.

## Reproduction
La femelle pond 3 à 5 œufs. L'incubation dure 26 jours. Les jeunes demeurent au nid 6 semaines.